# Arctic Thunder
Arctic Thunder – szesnasty album studyjny norweskiego zespołu muzycznego Darkthrone. Wydawnictwo ukazało się 14 października 2016 roku nakładem wytwórni muzycznej Peaceville Records. Album został zarejestrowany w 2015 roku w Bomb Shelter, Porsgrunn oraz Skien w Norwegii. Mastering odbył się w Enormous Door Studios w Austin w Stanach Zjednoczonych.
Album dotarł do 8. miejsca listy Billboard Heatseekers Albums w Stanach Zjednoczonych. Ponadto, płyta trafiła na listy przebojów w Grecji, Niemczech oraz Finlandii.

## Lista utworów
Opracowano na podstawie materiału źródłowego. 
| Nr | Tytuł utworu                   | Słowa          | Muzyka         | Długość |
| -- | ------------------------------ | -------------- | -------------- | ------- |
| 1. | „Tundra Leech”                 | Fenriz         | Fenriz         | 05:02   |
| 2. | „Burial Bliss”                 | Nocturno Culto | Nocturno Culto | 04:59   |
| 3. | „Boreal Fiends”                | Fenriz         | Fenriz         | 05:50   |
| 4. | „Inbred Vermin”                | Nocturno Culto | Nocturno Culto | 05:49   |
| 5. | „Arctic Thunder”               | Fenriz         | Fenriz         | 04:41   |
| 6. | „Throw Me Through the Marshes” | Fenriz         | Nocturno Culto | 05:00   |
| 7. | „Deep Lake Trespass”           | Nocturno Culto | Nocturno Culto | 04:48   |
| 8. | „The Wyoming Distance”         | Fenriz         | Fenriz         | 03:12   |
|    |                                |                |                | 39:21   |

## Twórcy
Opracowano na podstawie materiału źródłowego.
| Zespół Darkthrone w składzie - Gylve "Fenriz" Nagell – gitara basowa, gitara elektryczna, perkusja, kierownictwo artystyczne, oprawa graficzna - Ted "Nocturno Culto" Skjellum – wokal prowadzący, gitara elektryczna, gitara basowa, inżynieria dźwięku, miksowanie |  | Inni - Gaute Tengesdal, Marte Evenrud – zdjęcia - Jack Control – mastering - Matthew Vickerstaff – oprawa graficzna |

## Notowania
| Lista                        | Kraj              | Pozycja |
| ---------------------------- | ----------------- | ------- |
| Suomen virallinen lista      | Finlandia         | 40      |
| IFPI Greece                  | Grecja            | 61      |
| Media Control Charts         | Niemcy            | 56      |
| Billboard Heatseekers Albums | Stany Zjednoczone | 8       |
| Billboard Independent Albums | Stany Zjednoczone | 50      |